# Jennifer Hope Wills
Jennifer Hope Wills (Baltimora, 8 maggio 1973) è una cantante e attrice statunitense, nota soprattutto per il suo lavoro nel teatro musicale a Broadway e negli Stati Uniti.

## Biografia
Figlia di William e Sue Wills, Jennifer Hope debutta a teatro all'età di un anno, in una produzione della pièce Rumplestiltskin al Baltimore Actor's Theatre.
Mentre frequentava la Salisbury State University, la Wills mostra spiccate dote recitative e vocali, prendendo parte alle produzioni dei musical West Side Story e The Secret Garden. Dopo la laurea ottiene un master in canto.
Dopo svariate collaborazione con compagnie regionali, cittadine e amatoriale, la Wills si trasferisce a New York, dove riesce ad ottenere la parte di prima sostituta per il ruolo di Belle nel musical The Beauty and the Beast.
In seguito le è stato offerto di lavorare per sei mesi nella produzione di Wonderful Town al fianco di Brooke Shields, e la Wills accetta la parte. La Wills incide anche la parte nell'edizione discografica con quel cast.
Dopo il termine del contratto con Wonderful Town, la Wills lavora nella prima produzione di Broadway del musical di Andrew Lloyd Webber The Woman in White. Il musical è stato un fiasco.
Poco dopo il fallimento di The Woman in White, la Wills fa un provino per la parte di Christine Daaé nella produzione di Broadway del musical The Phantom of the Opera, al fianco di Howard McGillin. Poco dopo le viene chiesto di continuare a ricoprire quella parte per dieci settimane nel tour canadese del musical. Terminato il tour, torna a ricoprire la parte di Christine al Majestic Theatre di New York, ottenendo ottime recensioni .
Dopo aver preso parte al secondo tour statunitense del musical, la Wills torna a Broadway nel giugno 2009, dove interpreta Christine fino al 4 settembre 2010, quando lei e John Cudia abbandonano la produzione di Broadway del Phantom of the Opera. È stata sostituita da Sara Jean Ford.